# Jean-Luc Roy
 (mars 2016).
Si vous disposez d'ouvrages ou d'articles de référence ou si vous connaissez des sites web de qualité traitant du thème abordé ici, merci de compléter l'article en donnant les références utiles à sa vérifiabilité et en les liant à la section « Notes et références ».
Pour les articles homonymes, voir Roy.
Jean-Luc Roy, né le 11 juillet 1953 à Toulouse, est un journaliste sportif français spécialisé dans les sports mécaniques, également pilote à ses débuts.

## Biographie

### Parcours de pilote
En 1975, Jean Luc Roy se lance dans le sport motocycliste en participant à diverses épreuves, en vitesse, mais également en tout terrain. Il participe notamment au Bol d'argent, Bol d'herbe, Enduro du Touquet et aux 1 000 km du Mans. 
Il s'engage en 1982 dans le sport automobile en passant par la Formule Ford, la Coupe Porsche, les 24 heures de Chamonix, les 24 heures du Mans (1988 et 1989), ou les 24 heures de Spa en 1990. 
Jean-Luc Roy est présent aussi dans le rallye raid avec cinq participations au Paris Dakar (1982, 1983, 1984, 1985, 1987), au Rallye des Pharaons ou au Rallye de l'Atlas qu'il remporte en 1982. En 1985, il est le coéquipier de Daniel Balavoine au 8e Paris-Dakar.

### Parcours journalistique
Il commence sa carrière de journaliste en tant que reporter à l'hebdomadaire Moto Revue en 1977 ; il y reste jusqu'en 1981. Ensuite il est rédacteur en chef adjoint du mensuel 4X4 Magazine.
De 1982 à 1984, il est rédacteur en chef du mensuel Auto Loisirs et est en même temps collaborateur spécialisé de L'Équipe et à L'Express.
En 1986, il est animateur sur Radio 7 d'une émission consacrée aux sports mécaniques. Cette même année, il rejoint La Cinq où il produira deux émissions Grand Prix et Circuit jusqu'en 1988. Sur la 5, il commente les Grands Prix de Formule 1 avant d'être remplacé par le trio Jean-Louis Moncet, Patrick Tambay et Éric Bayle en 1991. Il y commente également les championnats du monde de vitesse moto. De 1988 à 1992, il est aussi coordinateur et organisateur de la couverture télévisée des rallyes Paris-Dakar.
Le 12 avril 1992, La Cinq est dissoute. Il rejoint Eurosport en tant que spécialiste automobile et commente les Grands Prix de Formule 1, les Grands Prix moto et le Champ Car. Il est aussi rédacteur en chef de l'émission Motors sur cette même chaîne.
Entre 1997 et 2002, il est le responsable éditorial et le commentateur, avec Patrick Tambay, des Grands Prix de Formule 1 pour Kiosque.
À partir de mai 2002 et pendant plusieurs années, il présente Motors sur RMC chaque dimanche de 12h à 14h avec Laurent-Frédéric Bollée. Depuis juillet 2008, il commente les Grands Prix de Formule 1 radiodiffusés sur la station, succédant à Alexandre Delpérier. Pendant plusieurs années, ses co-animateurs sont Patrick Tambay et Antoine Arlot. À la veille et au lendemain des Grands Prix de F1, il participe au Moscato Show pour la rubrique Les experts F1.

### Chef d'entreprise
En 1987, il fonde et dirige la rédaction de l'agence de presse audiovisuelle Moteur Productions, qui réalise des programmes pour La Cinq, Canal+, Eurosport, puis Motors TV, jusqu'en 2008. 
En avril 1999, il fonde la chaîne de télévision internationale Motors TV dont il est président jusqu'en 2017. Depuis, la chaîne est diffusée auprès de 20 millions de foyers abonnés, soit 65 millions de téléspectateurs potentiels, en cinq langues, dans 38 pays en Europe. La chaîne connait une croissance de son audience, notamment en Grande-Bretagne.

## Autre événement
Le 14 janvier 1986 lors du Paris-Dakar, il échappe à la mort en cédant sa place au dernier moment au chanteur Daniel Balavoine dans l'hélicoptère de Thierry Sabine, patron de la course, qui doit les ramener au bivouac. L'appareil, pris dans une tempête de sable, s'écrase deux heures plus tard (quelques kilomètres seulement avant destination) et la totalité des occupants sont tués,.